# プモリ
プモリ (ネパール語: पुमोरि、中国語: 普莫里峰) (Pumori、Pumo Ri)は、ヒマラヤの山で、ネパールと中華人民共和国の境界に位置する。標高7161m。
プモリは、エベレストの西8kmに位置する。プモリは、シェルパ語で「未婚の娘」を意味し、この名称はジョージ・マロリーによって命名された。登山者は時々、プモリの事を「エベレストの娘」と呼ぶ。
プモリは人気のあるクライミング・ピークで、最も登頂しやすいルートはヨセミテ・デジマルシステムではclass 3とされている。とは言え、かなり大きい雪崩は危険である。プモリは1962年ドイツ-スイス登山隊のゲルハルト・レンザーによって初登頂されている。
プモリの南面の麓には大きい茶色の丘、カラパタール (5,643m)がある。エベレストを見に行く多くのトレッカーは、カラパタールの頂上に登る。

## 主な登頂者のリスト
- 1962年 - ドイツ-スイス登山隊のゲルハルト・レンザーによって初登頂。
- 1973年 - 日本隊として登攀倶楽部 岐阜と京都の合同隊が登頂「登攀倶楽部 プモリ登頂報告書pdf」 [1]
- 1974年 - 西壁 新ルート  Alpine Club Unpo（日本）。10月13日、Minoru TakagiとNobuyaki Kanekoが登頂。[2]
- 1986年 - 東壁 新ルート 青田浩、笹原芳樹 （日本） 12月3日登頂[3]。
- 1986年 - 1985 Catalan Route 東壁ソロ Todd Biblerが12月5日に登頂[3]。
- 1996年春 - チェコのLeopold SulovskýとZdeněk Michalecが南面新ルートで登頂。